# Ширлинг (Горњи Палатинат)
Ширлинг (њем. Schierling) град је у њемачкој савезној држави Баварска. Једно је од 41 општинског средишта округа Регенсбург. Према процјени из 2010. у граду је живјело 7.186 становника. Посједује регионалну шифру (AGS) 9375196.

## Географски и демографски подаци
Ширлинг се налази у савезној држави Баварска у округу Регенсбург. Град се налази на надморској висини од 381 метра. Површина општине износи 77,6 km². У самом граду је, према процјени из 2010. године, живјело 7.186 становника. Просјечна густина становништва износи 93 становника/km².

## Међународна сарадња
| Мјесто | Држава    | Врста сарадње | Од    |
| ------ | --------- | ------------- | ----- |
|        | Француска | контакт       | 1997. |
| Извор  |           |               |       |